# Altán Camera obscura
Altán Camera obscura je vyhlídkový altán na plošině bývalé Rudolfovy výšiny v lázeňských lesích pod Třemi kříži na Tříkřížovém vrchu severovýchodně nad centrem Karlových Varů.

## Historie
V 19. století byla plošina pod Třemi kříži vyhledávaným místem. Nacházela se zde dnes již zaniklá výletní restaurace a kavárna U tří křížů, na jejíž zahradě stával zajímavý dřevěný altán s názvem Camera obscura (temná komora). Návštěvníci restaurace zde ve ztemnělém prostoru mohli vidět světelné obrazy krajiny, které byly promítány na stěny altánu.
Během dalšího období altán chátral. V roce 1990 postihla Karlovarsko ničivá vichřice, která v lázeňských lesích způsobila kalamitu století a strhla tehdy i altán Camera obscura. V říjnu roku 1997 byl v rámci projektu Páralpárty, tedy obnovy zaniklých nebo poškozených vycházkových objektů lázeňských lesů, s pomocí sponzorského příspěvku lázeňské sanatorium Sanssouci altán znovu vystavěn. Přes snahy jeho podobu zachovat nakonec vypadá jinak než altán původní.

## Popis
Jedná se o šestibokou dřevěnou stavbu stojící na šestiboké kamenné základové podezdívce na okraji svahu. Má jehlancovou střechu s třemi plechovými křížky na vrcholu. Zábradlí i stavba sama jsou doplněny vyřezávanými zdobnými prkny.
Z altánu je výhled na město, protější kopce a na část Krušných hor. Místo je běžně přístupné veřejnosti.